# Jan Weissenbruch
Jan Weissenbruch, né à La Haye le 18 mars 1822 et mort dans la même ville le 15 février 1880, était l'un des peintres de ruelles les plus connus de l'École de La Haye. Il était le cousin de Johan Hendrik Weissenbruch.
De 1839 à 1847, il suivit des cours à l'académie de La Haye, où profita de l'enseignement de Georg Heszler, Anthonie Waldorp, Elink Sterk (nl), Salomon Leonard Verveer.

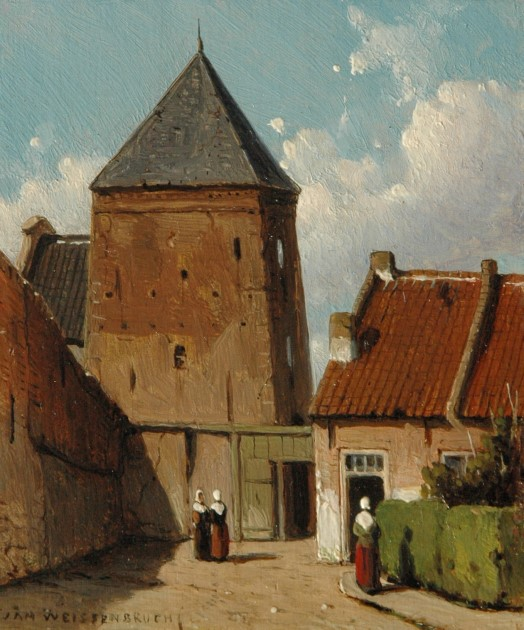
De Goilberdingerpoort in Culemborg, gezien vanuit het zuiden
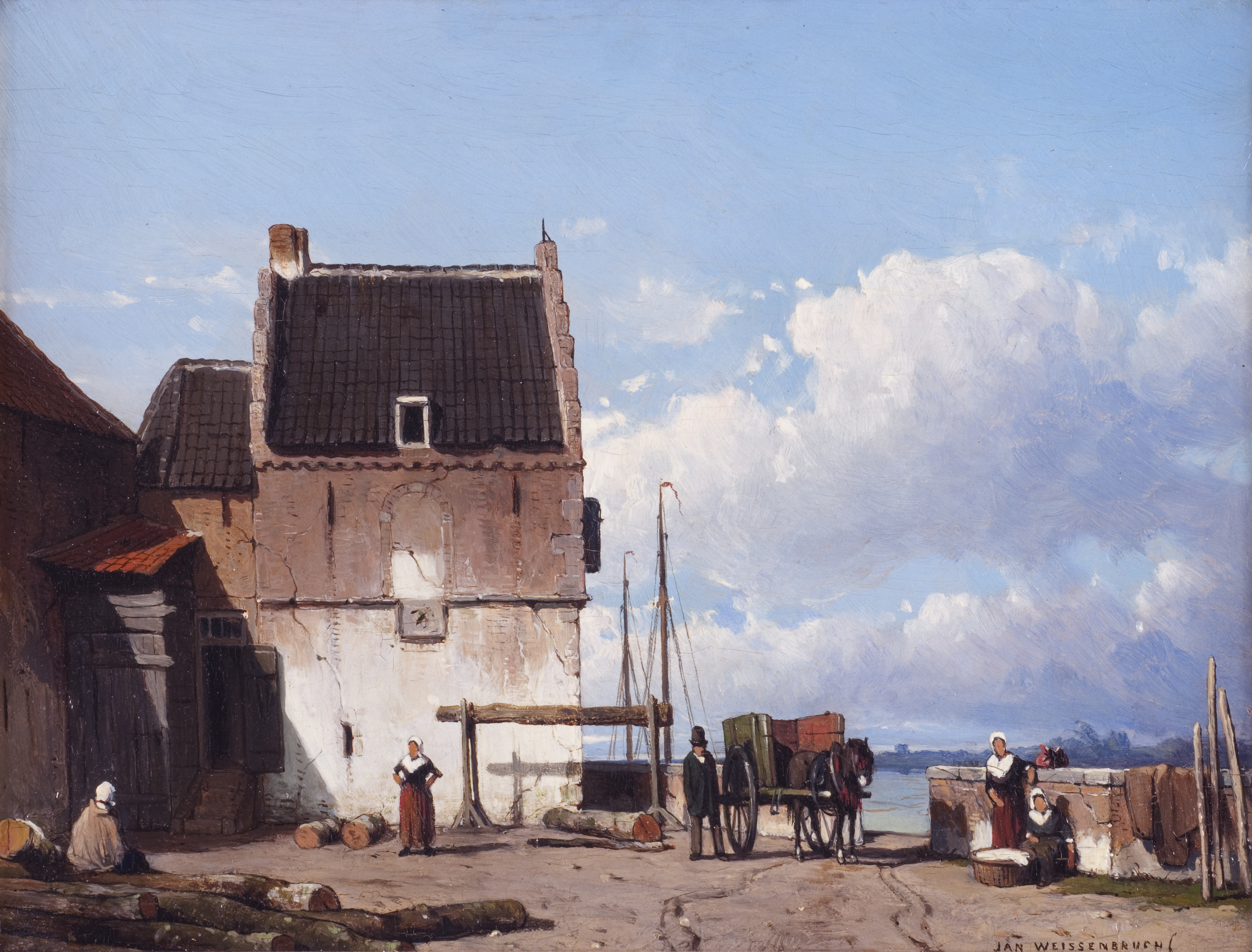
De oude haven met de Bottelpoort in Nijmegen (Museum Het Valkhof)
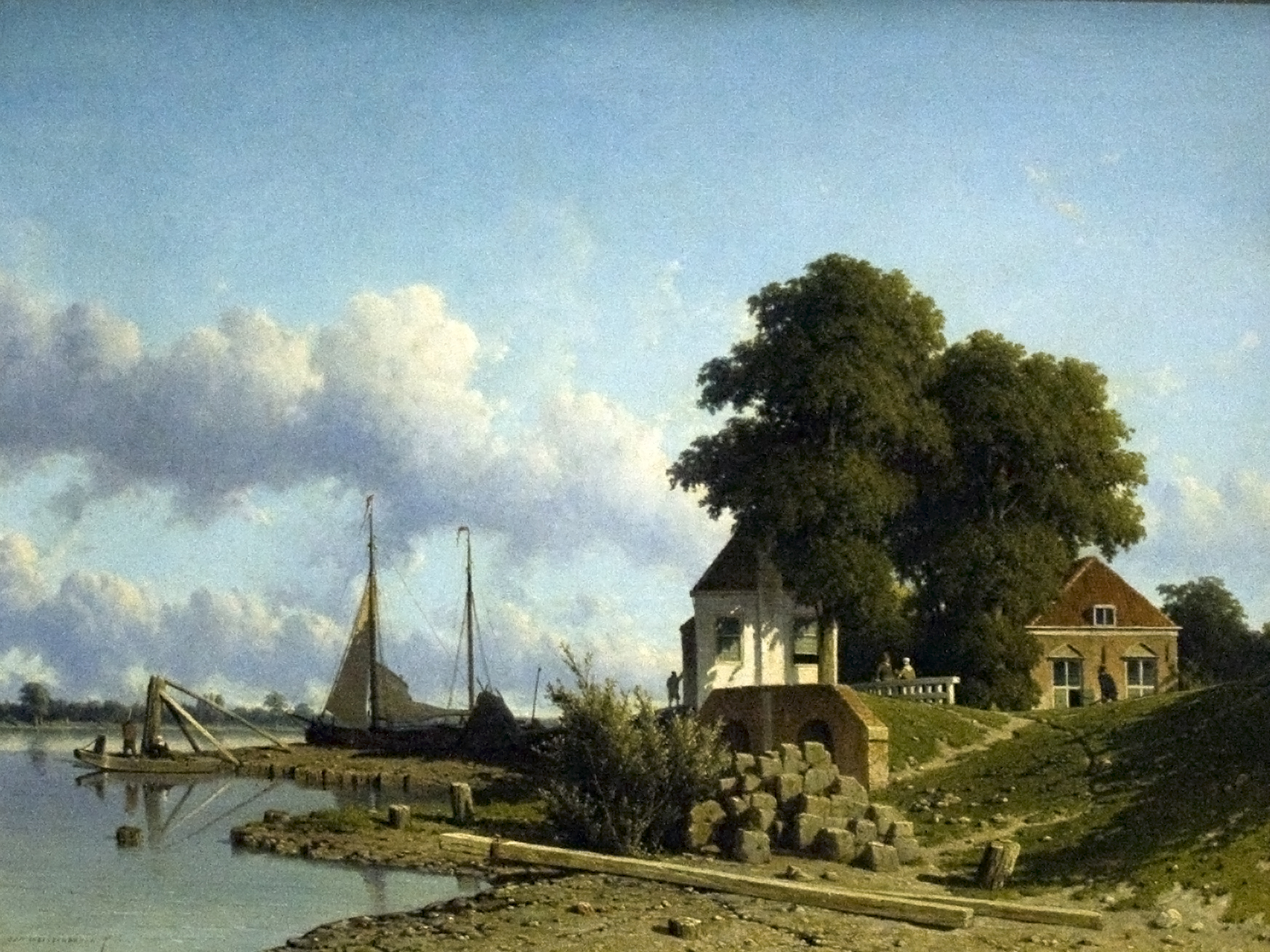
Aan de Lek bij Elshout (Musée Teyler)